# Aureliana fasciculata
Aureliana fasciculata  es una especie de planta con flor en la familia Solanaceae.
Es endémica de Argentina, Brasil, Bolivia, Paraguay y del Perú.
Está amenazada por pérdida de hábitat.

## Fuente
- Carvalho, L.d'A.F. 1998.  Aureliana fasciculata. 2006 IUCN Lista Roja de Especies Amenazadas; bajado 20 de agosto de 2007